# Okręg Châlons-en-Champagne
Okręg Châlons-en-Champagne (fr. Arrondissement de Châlons-en-Champagne) – okręg w północno-wschodniej Francji. Populacja wynosi 100 tysięcy.

## Podział administracyjny
W skład okręgu wchodzą następujące kantony:
- Châlons-en-Champagne-1,
- Châlons-en-Champagne-2,
- Châlons-en-Champagne-3,
- Châlons-en-Champagne-4,
- Écury-sur-Coole,
- Marson,
- Suippes,
- Vertus.